# Gouvernement du 31e Dáil
République d'Irlande
30e Dáil 32e Dáil
Le gouvernement du 31e Dáil (en anglais : Government of the 31st Dáil) est le gouvernement d'Irlande entre le 9 mars 2011 et le 6 mai 2016, durant la trente-et-unième législature du Dáil Éireann.

## Coalition et historique
Dirigé par le nouveau Premier ministre conservateur Enda Kenny, ce gouvernement est constitué et soutenu par une coalition entre le Fine Gael (FG) et le Parti travailliste (Lab). Ensemble, ils disposent de 113 députés sur 166, soit 68,1 % des sièges du Dáil Éireann.
Il est formé à la suite des élections législatives anticipées du 25 février 2011 et succède au gouvernement du 30e Dáil, constitué et soutenu par une coalition entre le Fianna Fáil (FF) et le Parti vert (GP), qui ne disposait pas de la majorité absolue au Dáil. Lors du scrutin, le FG devient – pour la première fois de son histoire – le premier parti d'Irlande, tandis que le FF s'effondre et que le Lab réalise le meilleur résultat de son histoire.
À la suite des élections européennes du 23 mai 2014, le Vice-Premier ministre et ministre des Affaires étrangères et du Commerce Eamon Gilmore démissionne pour assumer les très mauvais résultats des travaillistes, qui n'ont plus aucun siège. Le 4 juillet, la chef adjointe du parti Joan Burton, ministre de la Protection sociale, est élue à sa succession, entraînant une semaine plus tard un important remaniement ministériel.

## Composition du 29e gouvernement

### Initiale (9 mars 2011)
| Poste                                                                  | Titulaire | Titulaire                                                                    | Parti |
| ---------------------------------------------------------------------- | --------- | ---------------------------------------------------------------------------- | ----- |
| Premier ministre                                                       |           | Enda Kenny                                                                   | FG    |
| Vice-Premier ministre Ministre des Affaires étrangères et du Commerce  |           | Eamon Gilmore                                                                | Lab   |
| Ministre de l'Agriculture, de la Mer et de l'Alimentation              |           | Simon Coveney                                                                | FG    |
| Ministre de la Culture, du Patrimoine et du Gaeltacht                  |           | Jimmy Deenihan                                                               | FG    |
| Ministre de l'Enfance et de la Jeunesse                                |           | Frances Fitzgerald                                                           | FG    |
| Ministre des Communications, de l'Énergie et des Ressources naturelles |           | Pat Rabbitte                                                                 | Lab   |
| Ministre de l'Éducation et des Compétences                             |           | Ruairi Quinn                                                                 | Lab   |
| Ministre de l'Environnement, des Communautés et des Affaires locales   |           | Phil Hogan                                                                   | FG    |
| Ministre des Finances                                                  |           | Michael Noonan                                                               | FG    |
| Ministre de la Santé                                                   |           | James Reilly                                                                 | FG    |
| Ministre de l'Emploi, des Entreprises et de l'Innovation               |           | Richard Bruton                                                               | FG    |
| Ministre de la Justice et de l'Égalité Ministre de la Défense          |           | Alan Shatter                                                                 | FG    |
| Ministre des Dépenses publiques et des Réformes                        |           | Brendan Howlin                                                               | Lab   |
| Ministre de la Protection sociale                                      |           | Joan Burton                                                                  | Lab   |
| Ministre des Transports, du Tourisme et des Sports                     |           | Leo Varadkar                                                                 | FG    |
| Secrétaire d'État pour le Logement et l'Aménagement du territoire      |           | Willie Penrose (jusqu'au 15/11/2011) Jan O'Sullivan (à partir du 20/12/2011) | Lab   |

### Remaniement du 8 mai 2014
| Poste                                                                  | Titulaire | Titulaire          | Parti |
| ---------------------------------------------------------------------- | --------- | ------------------ | ----- |
| Premier ministre Ministre de la Défense (par intérim)                  |           | Enda Kenny         | FG    |
| Vice-Premier ministre Ministre des Affaires étrangères et du Commerce  |           | Eamon Gilmore      | Lab   |
| Ministre de l'Agriculture, de la Mer et de l'Alimentation              |           | Simon Coveney      | FG    |
| Ministre de la Culture, du Patrimoine et du Gaeltacht                  |           | Jimmy Deenihan     | FG    |
| Ministre de l'Enfance et de la Jeunesse                                |           | Charles Flanagan   | FG    |
| Ministre des Communications, de l'Énergie et des Ressources naturelles |           | Pat Rabbitte       | Lab   |
| Ministre de l'Éducation et des Compétences                             |           | Ruairi Quinn       | Lab   |
| Ministre de l'Environnement, des Communautés et des Affaires locales   |           | Phil Hogan         | FG    |
| Ministre des Finances                                                  |           | Michael Noonan     | FG    |
| Ministre de la Santé                                                   |           | James Reilly       | FG    |
| Ministre de l'Emploi, des Entreprises et de l'Innovation               |           | Richard Bruton     | FG    |
| Ministre de la Justice et de l'Égalité                                 |           | Frances Fitzgerald | FG    |
| Ministre des Dépenses publiques et des Réformes                        |           | Brendan Howlin     | Lab   |
| Ministre de la Protection sociale                                      |           | Joan Burton        | Lab   |
| Ministre des Transports, du Tourisme et des Sports                     |           | Leo Varadkar       | FG    |
| Secrétaire d'État pour le Logement et l'Aménagement du territoire      |           | Jan O'Sullivan     | Lab   |

### Remaniement du 11 juillet 2014
| Poste                                                                            | Titulaire | Titulaire          | Parti |
| -------------------------------------------------------------------------------- | --------- | ------------------ | ----- |
| Premier ministre                                                                 |           | Enda Kenny         | FG    |
| Vice-Premier ministre Ministre de la Protection sociale                          |           | Joan Burton        | Lab   |
| Ministre de l'Agriculture, de la Mer et de l'Alimentation Ministre de la Défense |           | Simon Coveney      | FG    |
| Ministre de la Culture, du Patrimoine et du Gaeltacht                            |           | Heather Humphreys  | FG    |
| Ministre de l'Enfance et de la Jeunesse                                          |           | James Reilly       | FG    |
| Ministre des Communications, de l'Énergie et des Ressources naturelles           |           | Alex White         | Lab   |
| Ministre de l'Éducation et des Compétences                                       |           | Jan O'Sullivan     | Lab   |
| Ministre de l'Environnement, des Communautés et des Affaires locales             |           | Alan Kelly         | Lab   |
| Ministre des Affaires étrangères et du Commerce                                  |           | Charles Flanagan   | FG    |
| Ministre des Finances                                                            |           | Michael Noonan     | FG    |
| Ministre de la Santé                                                             |           | Leo Varadkar       | FG    |
| Ministre de l'Emploi, des Entreprises et de l'Innovation                         |           | Richard Bruton     | FG    |
| Ministre de la Justice et de l'Égalité                                           |           | Frances Fitzgerald | FG    |
| Ministre des Dépenses publiques et des Réformes                                  |           | Brendan Howlin     | Lab   |
| Ministre des Transports, du Tourisme et des Sports                               |           | Paschal Donohoe    | FG    |
| Secrétaire d'État pour les Affaires et l'Emploi                                  |           | Gerald Nash        | Lab   |